# Négycsíkos géb
A négycsíkos géb (Chromogobius quadrivittatus) a csontos halak (Osteichthyes) főosztályának a sugarasúszójú halak (Actinopterygii) osztályába, ezen belül a sügéralakúak (Perciformes) rendjébe, a gébfélék (Gobiidae) családjába és a Gobiinae alcsaládjába tartozó faj.
A Chromogobius halnem típusfaja.

## Előfordulása
A négycsíkos géb a parti vizek árapályzóna lakója.

## Megjelenése
A hal testhossza 4 - 5 centiméter, legfeljebb 6,6 centiméter. Az alsó állkapocs oldalán és a felső állkapocs középrészén ebfogak találhatók. 56 - 72 apró, kerekded pikkelye van egy hosszanti sorban. Tarkója pikkelyek nélküli. Hasúszói tapadókoronggá alakultak, rövidek, nem érnek a végbélnyílásig. Van úszóhólyagja.